# Nathaniel Parker
Nathaniel Parker, född 18 maj 1962 i London, är en brittisk skådespelare. Han är son den brittiske affärsmannen sir Peter Parker. 
Parker är bland annat känd i rollen som "Thomas Lynley" i Elizabeth Georges Kommissarie Lynley. För svenska publiken är han välkänd som Agravaine i Merlin.

## Filmografi
- 1988 – Piece of Cake
- 1989 – War Requiem
- 1989 – Kommissarie Morse – Dödligt dubbelspel
- 1990 – Hamlet
- 1990 – Never Come Back
- 1991 – The War That Never Ends
- 1991 – The Black Candle
- 1991 – Poirot – Mordet på maskeradbalen
- 1992 – Bodyguard
- 1992 – Heroes II: The Return
- 1993 – Wide Sargasso Sea
- 1994 – Squanto av En indianlegend
- 1994 – A Village Affair
- 1995 – Othello
- 1995 – Ett fall för Frost – Villebråd
- 1997 – Death on Everest
- 1997 – Vild och galen i Beverly Hills
- 1997 – David
- 1998 – Far from the Madding Crowd (TV-serie)
- 1998 – Fåfängans marknad (TV-serie)
- 2000 – All Forgotten
- 2001–2007 – Kommissarie Lynley (TV-serie)
- 2001 – Pretending to Be Judith
- 2003 – Spökhuset
- 2005 – Bleak House (TV-serie)
- 2006 – Fade to Black
- 2006 – Nazister inför rätta
- 2007 – Stardust
- 2007 – Kommissarie Lynley 22 – Limbo
- 2007 – A Class Apart
- 2007 – Kommissarie Lynley 23 – Håll din fiende nära
- 2007 – Flawless
- 2009 – The Courageous Heart of Irena Sendler
- 2009 – Malice in Wonderland
- 2010 – Lewis – The Dead of Winter
- 2010 – The Perfect Host
- 2011 – Injustice
- 2011 – Merlin
- 2012 – Me and Mrs Jones
- 2014 – The Outcast
- 2016 – Of Kings and Prophets
- 2018 – Swimming with Men
- 2019 – The Warrior Queen of Jhansi
- 2019 – Grantchester